# Antihipertensivo
El término antihipertensivo designa toda sustancia o procedimiento que reduce la presión arterial. En particular se conocen como agentes antihipertensivos a un grupo de diversos fármacos utilizados en medicina para el tratamiento de la hipertensión. 
Cabe hacer la distinción que múltiples fármacos tienen la propiedad de disminuir la presión arterial, sin embargo solo un grupo relativamente selecto es usado en el tratamiento de la hipertensión arterial crónica.

## Clasificación
Actualmente se clasifican de acuerdo a su mecanismo de acción en: diuréticos, bloqueadores adrenérgicos beta, bloqueadores de los canales del calcio, bloqueadores de la enzima convertidora de la angiotensina, bloqueadores de los receptores de la angiotensina, e inhibidores adrenérgicos centrales y periféricos.

### Diuréticos
Los diuréticos actúan esencialmente disminuyendo el volumen sanguíneo, lo que disminuye a su vez la tensión sobre las paredes arteriales. Hay cuatro clases distintas en la actualidad, de las cuales sólo los derivados tiazídicos son recomendados, por evidencia médica, para el tratamiento de la hipertensión. Hay que tener en cuenta que el uso de estos incrementa el desarrollo de hiperkalemia, así como también han demostrado un aumento en la resistencia a la insulina, que deben ser controlados rutinariamente por el médico tratante durante los controles.

### Bloqueadores adrenérgicos alfa
Los bloqueadores adrenérgicos alfa de acción directa, tal como su nombre indica, son fármacos antagonistas competitivos que bloquean el receptor alfa (α₁) postsinaptico, impidiendo que el neurotransmisor (Noradrenalina) llegue a dicho receptor y haga su acción vasoconstrictora. 
Su mecanismo de acción ofrece beneficios extra para aquellos pacientes que sufren de hipertensión y sufren o tienen riesgo de sufrir alguna enfermedad de componente vascular o cardiaco (tales como angina de pecho, infarto agudo de miocardio o insuficiencia cardíaca), aunque trae consigo algunos efectos secundarios como hipotensión ortostática o síncope.

### Bloqueadores de los canales del calcio
Los bloqueadores de los canales del calcio son fármacos que bloquean la contracción del músculo liso en la pared de los vasos sanguíneos, controlada por el ion calcio, disminuyendo la resistencia vascular en forma similar a los bloqueadores adrenérgicos beta. 
Se caracterizan por el inicio de acción más rápido entre todos los antihipertensivos, aunque esto solía representar más un problema que un posible beneficio, ya que la rápida reducción de la presión arterial podía dar síntomas de hipotensión en personas vulnerables, especialmente ancianos. Por ello actualmente estos fármacos se prescriben generalmente en presentaciones de liberación prolongada.

### Bloqueadores de la enzima convertidora de la angiotensina
Los bloqueadores de la enzima convertidora de la angiotensina, como su nombre indica, interfieren en la producción de angiotensina, una hormona vasoconstrictora, a través del bloqueo de la enzima que la produce. Tal efecto no solo reduce la presión arterial, sino que disminuye el daño vascular provocado por la hipertensión, lo que a su vez disminuye la incidencia de complicaciones o la velocidad a la que éstas se desarrollan, especialmente la insuficiencia renal o la insuficiencia cardíaca. 
Sus efectos secundarios serios son raros, pero alrededor de la tercera parte de los pacientes que lo usan, presentan tos persistente y molesta que obliga en ocasiones a suspender el tratamiento.

### Bloqueadores de los receptores de la angiotensina
Antagonista de los receptores de angiotensina II
Los bloqueadores de los receptores de la angiotensina son fármacos que se desarrollaron más recientemente, en gran parte buscando obtener los beneficios que los bloqueadores de la ECA ofrecen, sin sus efectos secundarios. Logran esto al bloquear la acción de la hormona angiotensina II en receptores de los vasos sanguíneos, llamados receptores AT1. 
No han sido tan extensa y largamente estudiados como los otros grupos, pero hasta el momento han demostrado ofrecer beneficios equivalentes a los demás fármacos enfocados.